# Tore Edman
Tore Edman (* 25. Juli 1904 in Arvika; † 16. Juni 1995) war ein schwedischer Skispringer.
Edman sprang für Arvika IS, den Verein seines Heimatortes. Bei den Weltmeisterschaften 1927 in Cortina d’Ampezzo wurde er Weltmeister im Skispringen von der Großschanze, obwohl er unter einer Fußverletzung litt. Von 1924 bis 1939 gehörte er zur Spitze der schwedischen Skispringer. Von 1945 bis 1950 war er Reichstrainer des schwedischen Verbandes.